# Raon-lès-Leau
Raon-lès-Leau é uma comuna francesa na região administrativa de Grande Leste, no departamento de Meurthe-et-Moselle. Estende-se por uma área de 1,31 km². Em 2010 a comuna tinha 37 habitantes (densidade: 28,2 hab./km²).